# Campeonato Carioca de Futebol de 1906
O Campeonato Carioca de Futebol de 1906 foi o primeiro campeonato de futebol do Rio de Janeiro. A competição foi organizada pela Liga Metropolitana de Football (LMF). O Fluminense somou mais pontos nos dois turnos e sagrou-se campeão.

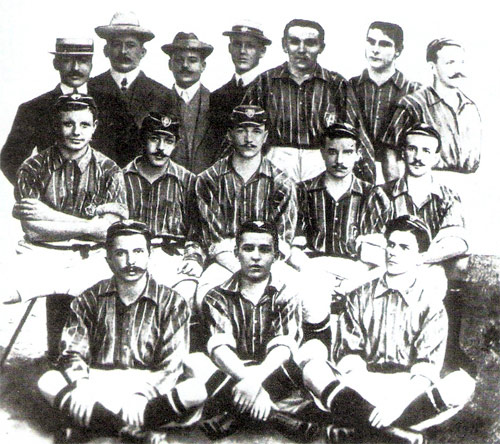
Time do Fluminense campeão do primeiro Campeonato Carioca em 1906.

## Primeira divisão

### História
A Liga Metropolitana de Football realiza o primeiro Campeonato Carioca. 6 clubes participam: Fluminense, Payssandu, Rio Cricket, Botafogo, Bangu e Football Athletic. O Fluminense conquistou o seu primeiro título carioca ao vencer o Rio Cricket por 4 a 1, na cidade vizinha, Niterói. Horácio Costa se sagra o artilheiro do certame com 18 gols.
Sob a presidência do sr. Francis Walter, a Liga Metropolitana de Football organizou e dirigiu o primeiro Campeonato Carioca dos primeiros e segundos quadros. Na primeira divisão concorreram 6 clubes: Fluminense, Payssandu, Rio Cricket, Botafogo, Bangu e Football Athletic. Da segunda divisão participaram: America, Colégio Latino-Americano e Riachuelo. Para o campeão foram criadas as taças "Municipal" e "Colombo". 
O Fluminense ganhou o primeiro título, tendo como presidente o sr. Francis Walter, e o primeiro jogo foi realizado entre as equipes do Fluminense e o do Payssandu Cricket Club, com a vitória do time das Laranjeiras por 7 a 1. A partida foi disputada no dia 3 de maio de 1906 e o primeiro gol foi marcado por Horácio Costa Santos. O Fluminense formou com: Francis Walter; Victor Etchegaray e Salmond; Naegely, Buchan e Gulden. Duque Estrada, Horácio Costa, Edwin Cox, Emilio Etchegaray e F. Frias. No primeiro turno, o Fluminense alcançou os seguintes resultados: Payssandu, 7 a 1; Botafogo, 8 a 0; Bangu, 4 a 0; Rio Cricket, 2 a 1; e Football Athletic, 7 a 0. No returno: Botafogo, 6 a 0; Bangu, 2 a 0; Rio Cricket, 4 a 1; Football Athletic, 11 a 0; e sofreu a única derrota ante o Payssandu por 3 a 1. O detalhe curioso é que Francis Walter era o presidente da Liga, presidente do Fluminense e foi goleiro do time campeão, em 6 partidas.
O time campeão de 1906 teve a seguinte formação-base: Waterman; Victor Etchegaray e Salmond; Clito Portella, Buchan e Gulden; Oswaldo Gomes, Horácio Costa, Edwin Cox, Emilio Etchegaray e F. Frias.

### Fórmula de disputa

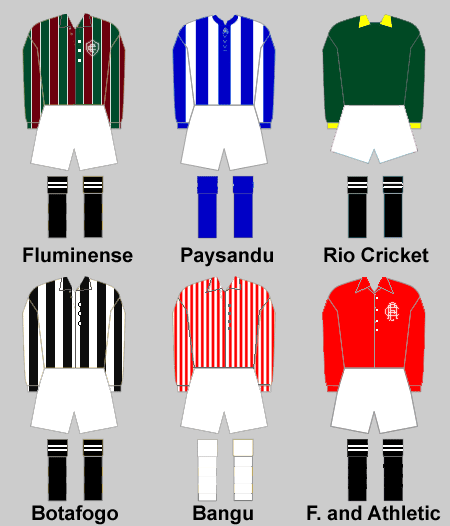
Uniforme dos clubes participantes.

Campeonato disputado por seis clubes em turno e returno, jogando todos contra todos. O clube que somou mais pontos foi o campeão. A vitória valia dois pontos e o empate um. O último colocado disputou com o campeão da segunda divisão a vaga do ano seguinte na prova eliminatória.

### Clubes participantes
- Fluminense Football Club, do bairro das Laranjeiras, Rio de Janeiro
- Paysandu Cricket Club, do bairro do Flamengo, Rio de Janeiro
- Rio Cricket and Athletic Association, do bairro Praia Grande, Niterói
- Botafogo Football Club, do bairro de Botafogo, Rio de Janeiro
- The Bangu Athetic Club, do bairro de Bangu, Rio de Janeiro
- Football and Athletic Club, do bairro do Andaraí, Rio de Janeiro

### Classificação final
|     |                       | Classificação |    |   |   |   |    |    |     |
| Pos | Time                  | PG            | J  | V | E | D | GP | GS | SG  |
| 1   | Fluminense            | 18            | 10 | 9 | 0 | 1 | 52 | 6  | +46 |
| 2   | Paissandu             | 14            | 10 | 7 | 0 | 3 | 26 | 12 | +14 |
| 3   | Rio Cricket           | 12            | 10 | 6 | 0 | 4 | 23 | 9  | +14 |
| 4   | Botafogo              | 8             | 10 | 4 | 0 | 6 | 18 | 34 | -16 |
| 5   | Bangu                 | 6             | 10 | 3 | 0 | 7 | 13 | 18 | -5  |
| 6   | Football and Athletic | 2             | 10 | 1 | 0 | 9 | 2  | 55 | -53 |

### Partidas
Essas foram as partidas realizadas:
| 3 de maio | Paissandu        | 1 – 7 | Fluminense                                                                   | Rua Guanabara, Rio de Janeiro |
|           | C. Hargreaves ?' |       | Horácio Costa Santos ?', ?', ?' · Emile Etchegaray ?', ?', ?' · Edwin Cox ?' |                               |

| 6 de maio | Rio Cricket                                     | 7 – 0 | Football and Athletic | Rua da Constituição, Niterói |
|           | Mutzenbecher ?', ?', ?', ?' · Vero ?', ?', ?' · |       |                       |                              |

| 6 de maio | Fluminense | 8 – 0 | Botafogo | Rua Guanabara, Rio de Janeiro |
|           | Horácio Costa dos Santos ?', ?', ?' · Buchan ?' · Gulden ?' · Porthos Duque Estrada ?' · Edwin Cox ?' · Félix Frias ?' · |       |          |                               |

### Premiação
| Campeonato Carioca de 1906     |
| Rio de Janeiro                 |
| ------------------------------ |
| FLUMINENSE Campeão (1º título) |

## Segunda divisão
O campeão da segunda divisão Riachuelo disputou com o último colocado da primeira divisão a vaga no Campeonato Carioca do ano seguinte na prova eliminatória.

### Prova eliminatória
O Football and Athletic venceu a partida e conquistou o direito de participar da primeira divisão do Campeonato Carioca do ano seguinte.
| 4 de novembro | Football and Athletic                                | 5 – 2 | Riachuelo            | Rua Guanabara, Rio de Janeiro |
|               | John Walmsley ?', ?' · J. Allen ?', ?' · Botafogo ?' |       | Barroso Magno ?', ?' | Árbitro: W. Salmond           |